# 流線形車両

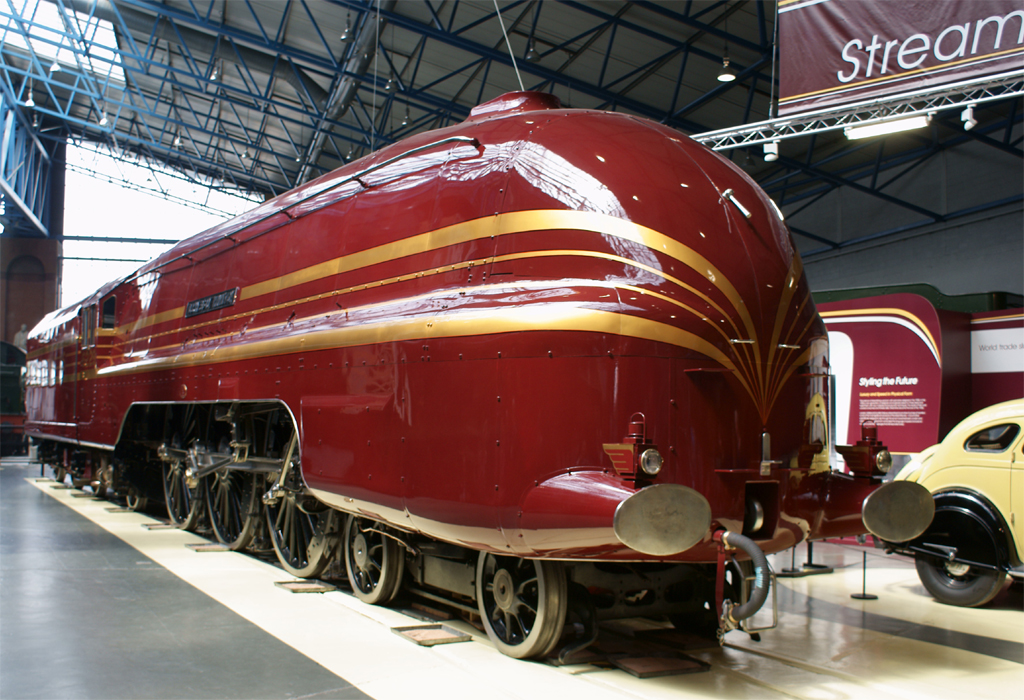
LMS鉄道のプリンセス・コロネーション級蒸気機関車「ダッチェス・オブ・ハミルトン」

流線形車両（りゅうせんけいしゃりょう、流線型車両とも）は、空気抵抗を減らすために流線デザインを採用した車両である。19世紀中には既に流線形の鉄道車両が運転されたり、流線形を意識したボディを持った自動車が試作されたりしていたが、1934年のクライスラー・エアフローの発売と前後して、鉄道や航空機でも相次いで流線形を採用したものが現れ、1930年代は流線形の時代となった。
この記事では、交通機関別に流線形が登場して1930年代に大きく広まる頃を中心に、その後の流れも含めて説明する。また車両だけでなく、航空機と船についても説明を行う。

## 流線形をめぐる時代の流れ
抵抗を減らすために造形を工夫することは、古い時代から船の水面下において行われており、19世紀には水の抵抗を低減する理論的な研究もされるようになった。20世紀に入ると航空機が出現し、流体力学の問題が航空機の飛行に死活的な影響を与えることから、空気力学の研究が真剣に行われるようになった。ただし初期の航空機は、プロペラが先端にある関係で前頭部を流線形にしづらく、飛行船において先に流線形化が試みられた。
一方、19世紀の産業革命により工業製品の大量生産が行われるようになったが、この時代の技術では単純な造形の製品のみが機械的な大量生産の対象となっていた。これに対し手作り的な装飾を重視し柔らかい曲線で構成された工芸品などの価値を主張するアール・ヌーヴォーが登場する。20世紀に入ると、もはや無視できないほど工業製品が溢れるようになり、こうした工業製品にも適した機能的な美しさを追求しようとするアール・デコが発展するようになる。1925年にパリで開かれたパリ万国博覧会は「アール・デコ博覧会」とも呼ばれる。アメリカ合衆国はこの博覧会に不参加であったが、博覧会後はアール・デコ調の製品がアメリカに流れ込み、この潮流に呑み込まれていく。
そしてそのアメリカにおいて、アール・デコをさらに大規模工業生産に適合させて大衆化した工業デザイン（インダストリアルデザイン）という分野が誕生した。機能性と効率性を重視するが、必ずしも直線的なデザインではなく曲線を微妙に組み合わせた造形とされ、そうした潮流の一つとして流線形デザインがある。
形容詞のstreamlined（流線形の）という言葉が初めて使われたとされるのは1909年であり、自動車メーカーが自社の車の流れるような線を表現するために用いられていた。1910年代から1920年代にかけて、未来の交通機関は空気抵抗の低減のために流線形となるだろうとの予測が現れるようになり、実際に流線形の自動車も登場した。1934年にクライスラーから、初めて流線形の車体を持つことを前提に最初から設計された量産市販車としてクライスラー・エアフローが発売され、これが大きなきっかけとなり、流線形の時代が始まることになる。streamlining（流線形化）という言葉もこの年から一般的に使われるようになった。他の交通機関においてもこれと前後して、航空機のダグラス DC-3（1935年）や、ユニオン・パシフィック鉄道のM-10000（1933年）、シカゴ・バーリントン・アンド・クインシー鉄道のパイオニア・ゼファー（1934年）など、流線形を採用するものが登場した。
こうして流線形のイメージが大衆に浸透すると、それにあやかって交通機関以外でのデザインに応用されるようになった。ゴルフクラブや扇風機のように、空気抵抗の影響の可能性がある製品もあったが、料理を運搬するカートやミルクボトルのようにほとんど空気抵抗の考えられないものまで流線形デザインが採用されることがあった。人間工学的に設計して障害因子を排除するという意味合いを持つようになったのである。そもそも静止している建築物にも流線形デザインが採用されることがあったが、高層ビルでは風の影響を低減する必要があることから、流線形が実際的な意味を持つこともあった。机、ラジオ、椅子といった製品から、女性のファッションにまで流線形デザインの影響が見られ、ヨーロッパのアール・デコに対するアメリカの新様式を示していた。
一方で、静止した物体にまで流線形デザインが適用されたのは、工業生産上の要請でもあった。鋼材のスタンピングプレスによって部品を安価に大量生産するとき、鋭いエッジやコーナーを作ることができないという技術的な理由によって、丸みのある柔らかい形態をとらなければならなかった。これに合わせて全体の外観を工業デザイナーが整えると、自然と流線形と感じられるようなデザインになることがあった。

## 工学的側面

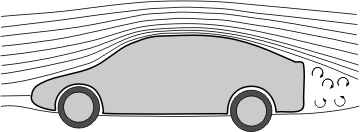
自動車の周りの流線を示した図、自動車の後部に渦ができている領域で、流線が自動車表面から剥離している

流線は、空気や水のような流体の微小部分の流路を示す線である。一様に流れている流体の中に物体を入れたときに、その物体の表面が流線で囲まれるならば、その物体は流線形となっている。一方、流線がどこかで物体表面から離れてしまうときは、その物体は流線形ではない。流線が物体表面から離れている部分の内側では、流体が渦を巻いており、全体として物体に対して静止に近くなるため、死水領域と呼ばれる。
物体が流体の中を運動するときに受ける抵抗は、流体と物体表面の間の摩擦によって生じる摩擦抵抗と、死水領域において流体が渦を巻く運動エネルギーの分だけ余計な仕事をするために生じる形状抵抗からなっている。理想的な流線形になっていれば、形状抵抗はほとんどなく摩擦抵抗が全抵抗の大半を占める。摩擦抵抗が同一の物体でも、流線形でない物体は流線形の物体に比べて死水領域が大きくなり大きな形状抵抗を受け、全体の抵抗が数倍となることがある。
抵抗を低減するためには、前端が尖っている方が良いと考えがちだが、実際には前端はずんぐりとしていて、後端が尖っている方が抵抗が少ない。水滴の形状がほぼこれに相当する。前端の形状より後端の形状の方が、全体の空気抵抗に与える影響が大きい。前端が尖っていると、斜めの流体に当たった時に剥離が生じやすくなり、また後端についても完全に尖っていると横風に対する抵抗が増すため、少し丸めた方が良い。幅に比べて長さが長い、とても細長い物体では、死水領域がほとんどなくなり形状抵抗が小さくなるが、表面積が大きくなって摩擦抵抗も増えるため、全体としての抵抗では不利となる。摩擦抵抗があまり大きくならない範囲で形状抵抗を減らそうとすると、長さと幅の比率は3対1から4対1程度が良いとされ、そのとき最大断面となる場所は前端から3分の1くらいに置くとよい。飛行船のように、同一体積での抵抗を最小限にしたい場合には、長さと幅の比率は5対1程度まで長くすることがある。
現実に車両を設計する際には、真の流線形を適用するのが困難な場合がある。理論通りの流線形の車体にすると、自動車はとても細長くなって、街頭を走行するのに差し支えることになる。後部が長いとリアウィンドウが斜めになって後方の視界が悪くなる。また理論通りの流線形では前部と後部の形状は異なるが、鉄道車両の場合はどちら方向も前部となりうるので、妥協が必要である。
第二次世界大戦後には、自動車の後部を縦に断ち切ったような形状とすることで後部視界を改善するとともに、この形状によって生じる後部の気流の渦を、端部で境界制御層を作り出して制御する技術が生まれ、長い後端部を不要とした。
一方で、高速で走行するものには流線形とする意味があるが、低速走行では空気抵抗が全抵抗に占める割合が小さくなるため、あまり意味がない。たとえば、一般市街地を走る路線バスなどでは、停車回数が多く、最高速度もそれほど高くないため、流線形車体にする意味はほとんどない。

## 流線形鉄道車両

### 流行以前
実用的な鉄道が初めて営業運転を開始してまもなく、1833年にはアメリカ合衆国において早くも鉄道車両を流線形化する提案が生まれている。ベッセマー製鋼法を発明したヘンリー・ベッセマーも1847年に、先頭部をラウンド化し連結部分に全周幌を付けることで空気抵抗を低減するデザインを提案し、実際に試験列車を設計したものの、事故に遭って実験を行うことはできなかった。1865年にはアメリカのサミュエル・カルスロップが、先頭部と末尾部を鋭く尖らせて全体を矢じりのようにした流線形の蒸気機関車列車の編成を特許出願した。
フレデリック・アダムスは、1893年に空気抵抗が列車の速度に与える影響に関する著作を出し、その中で流線形列車の詳細図面を示している。車両の連結部を全周幌で覆い、地面ぎりぎりまで流線形の覆いをつけ、機関車の前頭部はスラントした形状に、最後尾は丸みを帯びた形状にされていた。ボルチモア・アンド・オハイオ鉄道において1900年に、機関車以外を実際にこの形状に改造した車両で走行実験が行われ、この鉄道における速度記録を達成し、大いに注目を集めた。しかし得られる速度効果と経済性の比較から、実用車両として採用されることはなかった。
記録の残るかぎりで最初に流線形を取り入れた営業列車は、フランスでパリ-リヨン-マルセイユ間で19世紀の終わりころから運転されたものである。「風切り号」と呼ばれた蒸気機関車は、煙室前面部に円錐形状を取り入れ、運転室をV字形状とし、煙突と蒸気溜めを一体化するといった設計がなされ、流線効果があったとされる。

### 第二次世界大戦前
この時代は外見上の流線形外被をかぶせただけのものも多く、抵抗軽減の効果が認められないうえ整備に支障を来たし（イギリスのLNER A4形のように科学的に空気抵抗減少を検討したのもあるが）、「気流の乱れのせいで排煙が車体に絡みつく（サザン鉄道マーチャント・ネイビー級）」、「ゴミが上部に溜まってトンネルに入るたびに舞う（ニュージーランド国鉄Ka型）」といったトラブルを引き起こすものもあった。
この時代の流線形車両は、美しさをアピールする目的が主で流体力学的な効果を発揮することはほとんどなく、やがて第二次世界大戦がはじまるとほとんどの車両がカバーを外されて流線形ではなくなった。第二次世界大戦後に流線形に復元されたものは少ない。

#### ヨーロッパ
| シーネンンツェッペリン（左）は実験的に終わったが、その影響を受けてディーゼル特急フリーゲンダー・ハンブルガー（右、SVT137 225編成、ライプツィヒ中央駅）が開発された |  | シーネンンツェッペリン（左）は実験的に終わったが、その影響を受けてディーゼル特急フリーゲンダー・ハンブルガー（右、SVT137 225編成、ライプツィヒ中央駅）が開発された |
| シーネンンツェッペリン（左）は実験的に終わったが、その影響を受けてディーゼル特急フリーゲンダー・ハンブルガー（右、SVT137 225編成、ライプツィヒ中央駅）が開発された |  | |

ドイツで最初の高速流線形車両は、1930年に製造されプロペラ推進を取り入れた実験的な車両であるシーネンツェッペリンである。1931年6月21日、シーネンツェッペリンはベルリン - ハンブルク間の走行で、230 km/hの平均速度記録を達成した。しかし1両のみの運行では運行効率が悪く、混雑したプラットホームの脇をむき出しのプロペラを回して通過するのは危険であり、量産されることなく終わった。
シーネンツェッペリンの経験を受けて、1932年にディーゼル特急車両フリーゲンダー・ハンブルガーが製作された。空気抵抗の低減と車両の軽量化を徹底し、2両編成で77人乗りの車両に410馬力ディーゼルエンジンを2台搭載した。ベルリン - ハンブルク間の286 kmを2時間18分、表定速度124 km/hで走り、最高速度は160 km/hに達した。1933年5月15日から定期運行が開始された。これが鉄道における流線形の時代の始まりを告げるものとなった。この車両は故障が多く保守に苦しめられて、運休も多かったが、改良しながら増備されることになり、定員を増やすために3両連結にしたもの、電気式ディーゼルから液体式ディーゼルにしたものなどが開発され、運行もベルリンから各都市を結ぶものへと拡大していった。1938年には最高速度215 km/hを達成した。

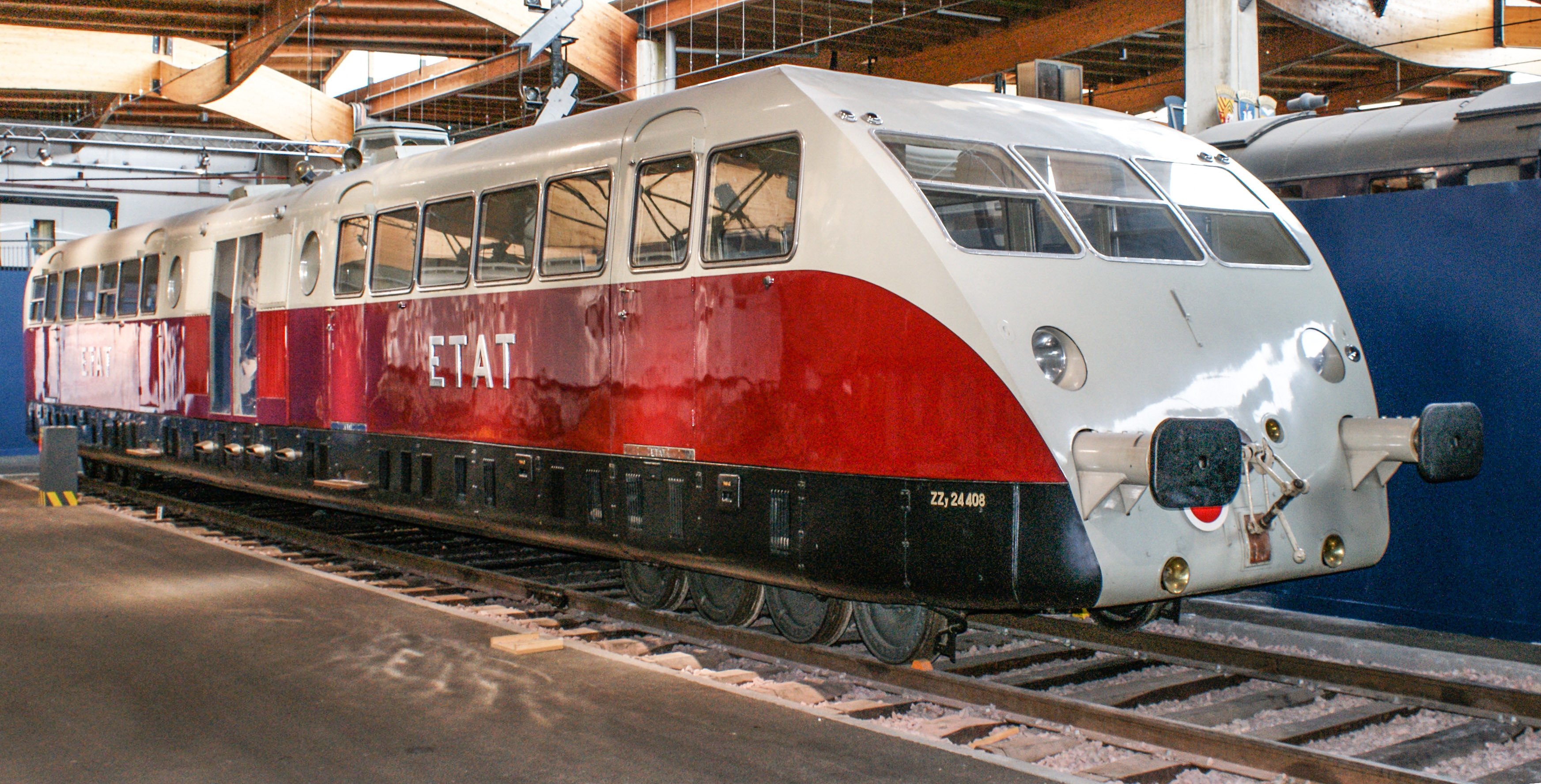
ブガッティ式気動車

フランスでは、ブガッティがガソリンエンジンを搭載し液体変速機を通して駆動する方式の気動車（ブガッティ式気動車）を1933年に製作した。前面は膨らみを持ったスラント形状である。1935年にはパリ - ストラスブール間で平均130 km/hを達成し、当時のフランス鉄道網を構成していた複数の鉄道会社で導入された。またミシュランは1929年からミシュリーヌというゴムタイヤで走行する流線形ディーゼル動車を開発した。北部鉄道では1934年から、ミシュリーヌを使った列車をパリ - リール間で営業運転開始し、表定速度96 km/hを出していた。フランスではこの時期に他にも複数のメーカーが流線形気動車を開発・投入している。
イタリアでは、1936年にイタリア国鉄ATR100形気動車が登場した。流線形ディーゼル動車で、振り子式であった。イギリスにおいても、グレート・ウェスタン鉄道やロンドン・ミッドランド・アンド・スコティッシュ鉄道で流線形気動車の試みがあり、このほかデンマークやポーランドにも流線形気動車があった。

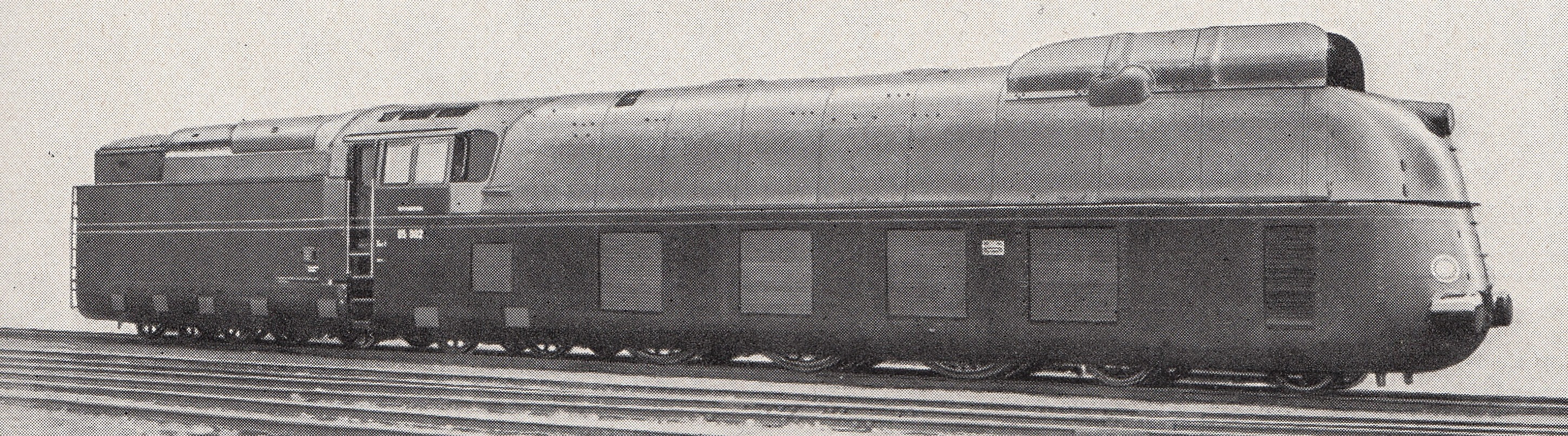
ニュルンベルク交通博物館のドイツ国鉄05形蒸気機関車

ドイツは蒸気機関車でも流線形を採用し、1934年に03形の1両に流線形カバーを取り付ける改造を行い、1935年には流線形を全面的に採用した05形が製造された。高速試験機に指定された05 002は1935年7月26日に195.7 km/h、1936年5月11日には200.4 km/hの速度記録を達成した。05形はその後ベルリン - ハンブルク間の特急列車牽引に充当された。続いて流線形タンク機関車として61形と60形が製造され、流線形の専用客車を牽引、もしくは推進する形でベルリン - ドレスデン間やハンブルク - リュベック間などで運用された。1939年には01形や03形の増備車を改設計した01.10形と03.10形が流線形車体で製造されたが、第二次世界大戦の勃発により01.10形は55両、03.10形は60両で製造を中止した。このほかにも06形や19.10形といった流線形蒸気機関車が試作されたが、第二次世界大戦の影響もあって充分な成果を出さずに終わった。

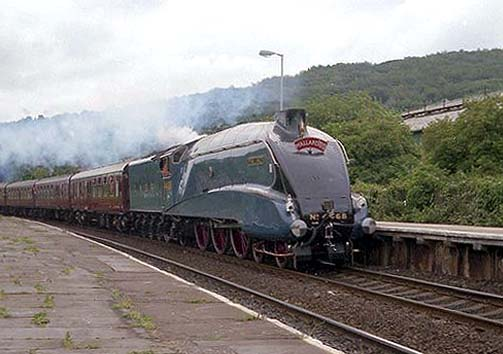
LNERのA4形蒸気機関車「マラード」、蒸気機関車の世界最高速度記録を持つ

イギリスでは流線形列車の開発は1934年にグレート・ウェスタン鉄道（GWR）が比較的低速のレールカーを導入したことや、ロンドン・アンド・ノース・イースタン鉄道（LNER）が流線形のA4形蒸気機関車の牽引する「シルバー・ジュビリー」の運転を開始したことに始まる。この目的で製造されたA4形蒸気機関車4468号機「マラード」は、1938年に203 km/hで走行し、蒸気機関車としての世界最高速度記録を達成した。GWRもLNERへの対抗から1935年にキング級とカースル級の各1両を流線形に改造したが、改造が応急的であったこともあり短命に終わった。同じくLNERに刺激されたロンドン・ミッドランド・アンド・スコティッシュ鉄道（LMS）も1937年に流線形のプリンセス・コロネーション級蒸気機関車を導入している。サザン鉄道（SR）は1941年にマーチャント・ネイビー級、1945年にはウェストカントリー級（1946年以降の製造分はバトル・オブ・ブリテン級）と流線形蒸気機関車を製造したが、その流線形は空気抵抗の削減より客車用の洗浄機で洗車を行うことを目的とした特異なものであった。
フランスにおいても1930年代に流線形蒸気機関車が登場した。パリ・リヨン・地中海鉄道は旧来の蒸気機関車に流線形ケーシングを取り付けて流線形化した機関車を投入した。これに3両編成の客車を連結し、客車も全周幌と床下までのスカートを取り付けて美しい彩色をし、パリ - ディジョン間で1935年から営業運行を行った。1937年にはパリ - マルセイユ間でも営業運行が始まり、このうちパリ - リヨン間は表定速度97.8 km/hに達した。
フェッロヴィーエ・デッロ・スタート（イタリア国鉄）では3両編成のETR200を流線形電車として開発した。開発は1934年に始まり、1937年から運行された。1937年からボローニャ - フィレンツェ - ローマ - ナポリ間で営業運行を開始した。1939年にETR212はボローニャからミラノまでの走行で、平均速度171 km/h、最高速度203 km/hを達成した。

#### アメリカ合衆国
| ユニオン・パシフィック鉄道M-10000（左）とシカゴ・バーリントン・アンド・クインシー鉄道ゼファー（右） |  | ユニオン・パシフィック鉄道M-10000（左）とシカゴ・バーリントン・アンド・クインシー鉄道ゼファー（右） |
| ユニオン・パシフィック鉄道M-10000（左）とシカゴ・バーリントン・アンド・クインシー鉄道ゼファー（右） |  | |

世界恐慌による急激な売り上げ減少に直面して、アメリカの鉄道でもディーゼルエンジンを動力とし、車体を軽量化・流線形化して高速運転を行い、魅力のあるデザインで耳目を引き付けるという、ドイツと同様のコンセプトに取り組み始めた。ユニオン・パシフィック鉄道のM-10000形は、ディーゼルエンジンを動力とし、アメリカで初の流線形車両となった。1934年から営業運転を開始し、表定速度は90 km/h程度で運行された。さらに編成長を伸ばしたM-10001形が追加発注され、この編成により1934年10月22日にロサンゼルス - シカゴ - ニューヨーク間5,244キロメートルの大陸横断速度記録達成に挑戦し、計56時間55分で走破し平均速度は92 km/hを達成した。シカゴ・バーリントン・アンド・クインシー鉄道も、ゼファーを同年に投入し、シカゴ万国博覧会に展示され、各都市で一般大衆への展示、映画への登場などを経て営業運行が開始された。従来の蒸気機関車列車に比べて初期費用は2倍ほどであったものの、運転や保守の費用は半分程度に低減された。
ガルフ・モービル・アンド・ノーザン鉄道は、レベルを1935年に導入した。オットー・クーラーによる設計で、連接車ではなく通常の連結構造でディーゼル推進の車両であった。前面がスラントした流線形で、高張力鋼のフレームにアルミ板を貼った構造であった。またニューヨーク・ニューヘイブン・アンド・ハートフォード鉄道は、コメットを1935年に投入した。

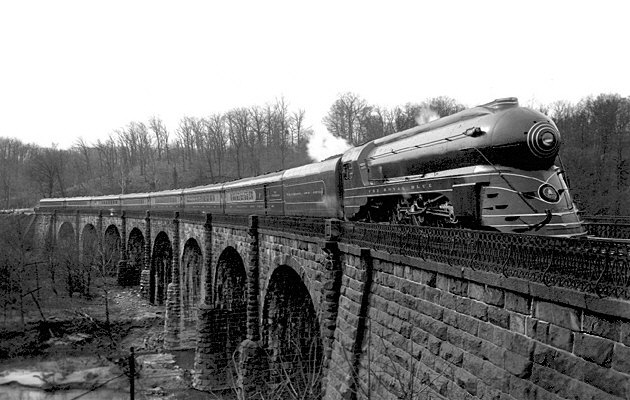
ボルチモア・アンド・オハイオ鉄道のプレジデント級蒸気機関車、ニューヨークとワシントンD.C.を結ぶ「ロイヤル・ブルー」を牽引しているところ

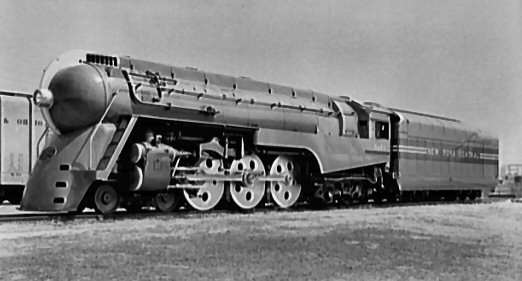
ヘンリー・ドレイファスがデザインし20世紀特急に使用されたニューヨークセントラル鉄道Jクラス蒸気機関車

蒸気機関車でも流線形化が試みられ、1935年にミルウォーキー鉄道が特急「ハイアワサ」牽引用に2動軸のミルウォーキー鉄道A型蒸気機関車を投入し、これにより旅客が増加して客車増結が必要になったことから、同様の外観で3動軸化したミルウォーキー鉄道F7型蒸気機関車も1938年に投入された。
ニューヨーク - シカゴ間の看板ルートには、ニューヨーク・セントラル鉄道の20世紀特急と、ペンシルバニア鉄道のブロードウェイ特急という2本の特急列車が競合して運行されていた。両社ともこの特急列車の流線形化を構想し、本来は両社はライバルであったものの、合理化と標準化の時代になってきたことから両社で新型客車を共同開発することになり、共通の設計の16両編成客車に内装とカラーリングのみ独自のものを施すことになった。20世紀特急はヘンリー・ドレイファスが、ブロードウェイ特急はレイモンド・ローウィがデザインを担当した。機関車は、20世紀特急用にニューヨークセントラル鉄道Jクラス蒸気機関車が、ブロードウェイ特急用にはペンシルバニア鉄道K4s形蒸気機関車が用意され、どちらも流線形化されていた。1938年に両社とも同時に運行が開始された。

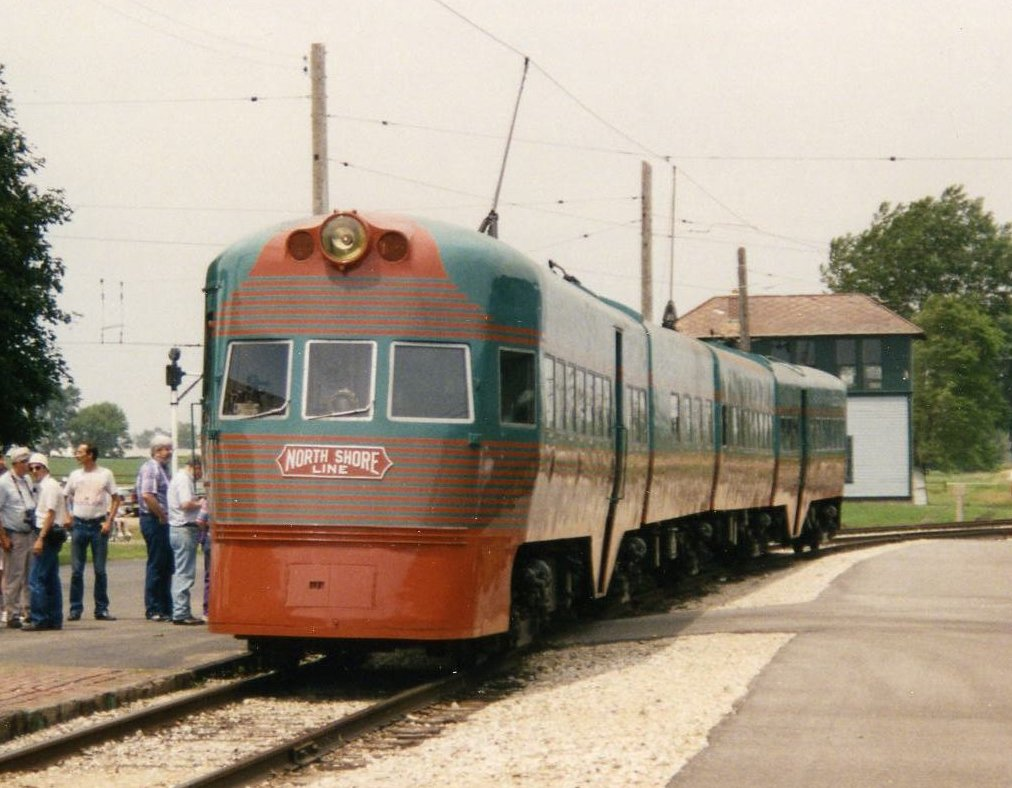
エレクトロライナー

電気機関車においても、ペンシルバニア鉄道がレイモンド・ローウィ設計による独特のデザインでペンシルバニア鉄道GG1形電気機関車を投入した。また電車でも流線形車両があらわれ、1941年にシカゴ・ノースショアー・アンド・ミルウォーキー鉄道が4両連接構造のエレクトロライナーをシカゴ - ミルウォーキー間に導入し、最高速度は135 km/hに達した。
こうしたアメリカ合衆国の流線形車両では、鉄道会社や車両メーカーの関係者ではない、外部の工業デザイナーが参画したことが特徴となっている。

#### 日本

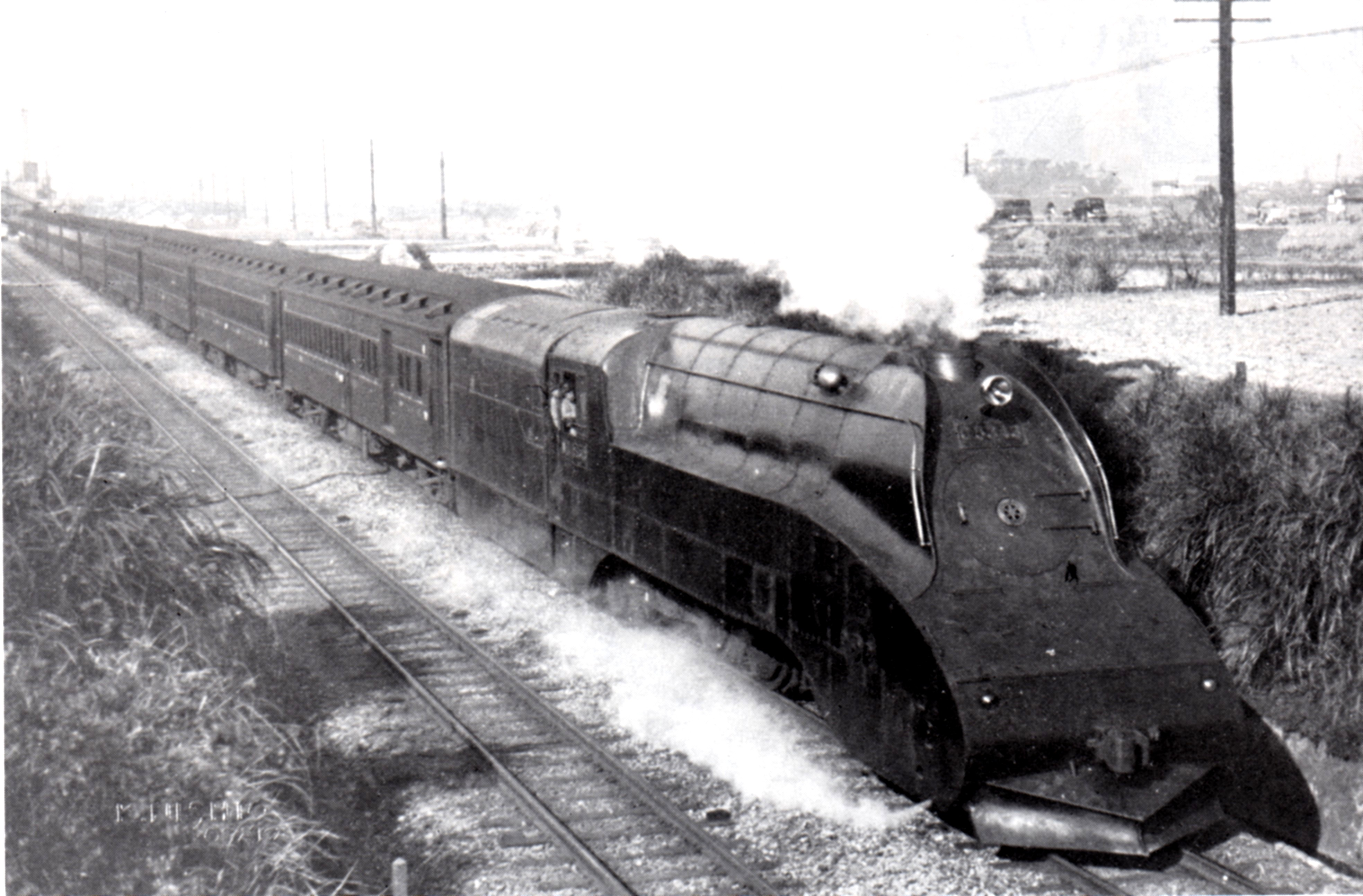
国鉄C53形蒸気機関車43号機

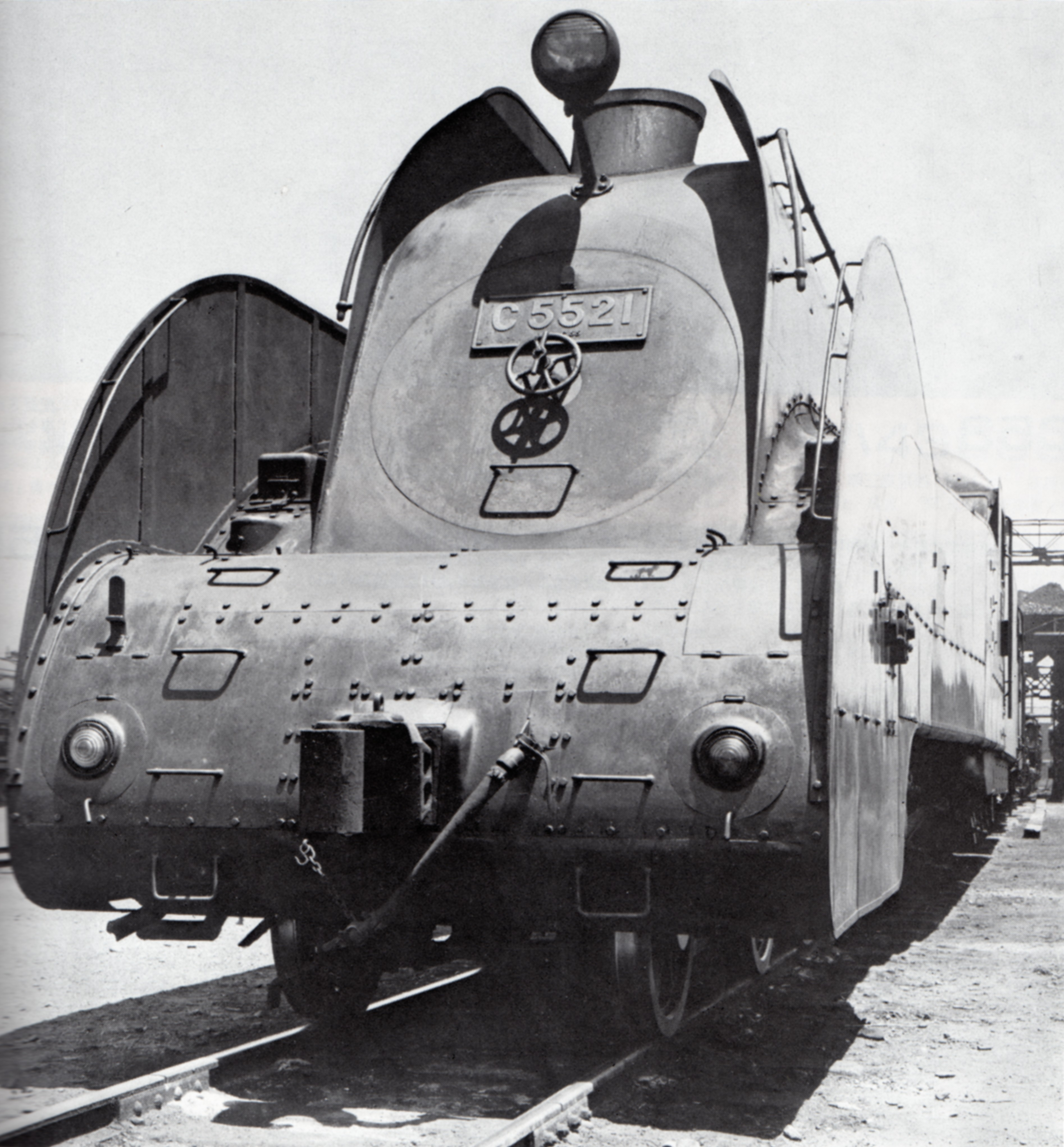
国鉄C55形蒸気機関車21号機

流線形の流行は日本にも影響した。1929年 (昭和4年)に鉄道省（国鉄）は、C51形のうちの1両であるC51 61を半流線型に試験改造、1934年（昭和9年）にはC53形のうちの1両を流線形に改造することを決定しC53 43が選ばれた。しかしC53形の改造を担当した島秀雄は、当時の日本の列車は最高でも100 km/hを超えることがないため、空気抵抗を減らす実質的な効果はほとんどないと考えていた。そのためこの機関車は、排気を上にそらすような空気流を作り出すことを考えて設計された。改造された機関車は燃料消費や牽引力や除煙効果の比較試験はされなかった。
この機関車は一般から大変な好評を博し、つづいて国鉄はC55形21両を流線形で製造することを決定した。また、EF55形電気機関車、キハ43000形気動車、モハ52形電車も流線形で製造された。当時日本の支配下にあった南満洲鉄道（満鉄）でも、流線形のパシナ型蒸気機関車が設計され、これと統一した設計による客車を用いて特急「あじあ」が運転された。私鉄でも名鉄3400系電車や京阪1000型電車 (2代)が登場している。
流線形蒸気機関車は覆いが付けられているため、検査や修理に多大な手間がかかった。第二次世界大戦の勃発後、労働力の不足によりこの問題は深刻化し、ついに覆いは取り外された状態で運行されることになった。

### 第二次世界大戦後

#### ヨーロッパ

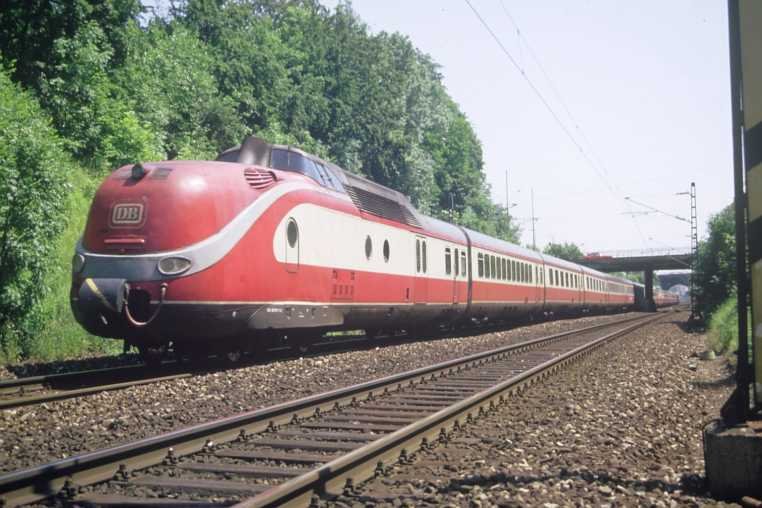
かつてTEEに運用されていた601型、ミュンヘン・ジュートリンクにて

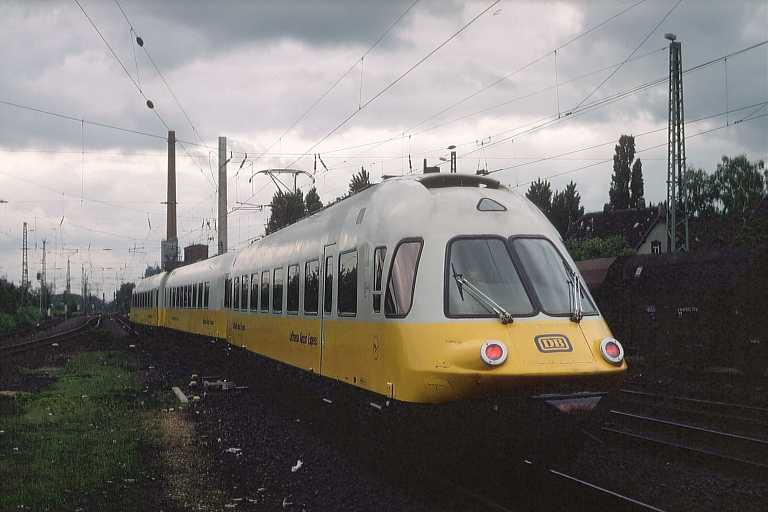
403形、ルフトハンザ・エアポート・エクスプレス時代

第二次世界大戦の戦禍を被ったヨーロッパでは、戦前の流線形車両を修復して再投入するところから始められたが、経済の復興が順調に進み鉄道の復旧も進むと、新造車両の投入が行われることになった。オランダ国鉄総裁の提言により、西ドイツ、フランス、イタリア、オランダ、ベルギー、ルクセンブルク、スイスの7国鉄が参加して新型ディーゼル車両による国際特急列車網が設定されることになり、Trans Europ Express、略称TEEが登場した。TEEに用いられる車両の基準が設定され、これに合わせて各国で車両が開発され、4種類の車両が1957年から運転を開始した。西ドイツの投入した西ドイツ国鉄VT11.5型気動車、スイス/オランダ共同のスイス国鉄RAm TEE I形/オランダ国鉄DE4形気動車、イタリアの投入したイタリア国鉄ALn442-448気動車、フランスの投入したフランス国鉄X2770形気動車といずれも流線形で、1961年にスイスが電車方式で追加投入したスイス国鉄RAe TEE II形電車も合わせてTEE網を形成した。
主要幹線の電化が進み、西ドイツ国鉄103型電気機関車が登場した。西ドイツの幹線においてインターシティを牽引して活躍し、その流麗な流線形には定評があった。また量産されなかったが、電車方式の流線形車両として西ドイツ国鉄403形電車も開発された。
イタリアは1953年にETR300型「セッテベロ」を投入した。両端が曲面ガラスを用いた展望構造になっており、運転台がそれよりも後方の屋根上に突き出した構造で、後に日本の小田急ロマンスカーや名鉄パノラマカーに影響を与えた。

#### アメリカ合衆国
アメリカ合衆国では、戦間期には自動車の普及により既に鉄道の利用が減少の傾向を見せ、さらに世界恐慌により大きな打撃を受けていた。流線形列車の投入はそうした潮流を留める一つの方策であった。第二次世界大戦により各国では鉄道に大きな戦災を受けたのに対し、アメリカ合衆国では大きな被害がなく、戦争中の需要急増に対応して輸送力の増強が続けられた。大戦後はすぐに流線形列車の投入などが再開されたが、当初は改造により流線形とされた蒸気機関車も投入されたものの、すぐにディーゼル化の時代を迎えることになった。
一方客車についても、プルマン製のステンレス客車やドームカーといった新機軸が登場し、20世紀特急やブロードウェイ特急、ハイアワサといった戦前からの有名列車もこの時期に新たな客車を投入した。しかしこうした動きにもかかわらず乗客をつなぎとめることはできず、航空機と高速道路を走る自動車に旅客を奪われていくことになった。1960年代に入ると鉄道は凋落の一途をたどり、せっかく投入された流線形列車も統一された編成を維持することができず、旧式客車を連結したり、特に流線形ではない機関車が牽引したりするようになり、ついには廃止になる列車も続出していくことになった。やがて旅客輸送はアムトラックに移管されることになる。往来の多い北東回廊においては、メトロライナーの運行が1969年に開始されて一応の高速列車の運行が始まったが、この車両は流線形ではなかった。

#### 日本
| 小田急3000形は風洞を用いて設計された。このデザインが新幹線0系に大きな影響を与えた |  | 小田急3000形は風洞を用いて設計された。このデザインが新幹線0系に大きな影響を与えた |
| 小田急3000形は風洞を用いて設計された。このデザインが新幹線0系に大きな影響を与えた |  |                                                                                   |

第二次世界大戦後、日本の鉄道は本線においても動力分散方式の列車を選択するようになった。1949年（昭和24年）に日本国有鉄道（国鉄）は80系電車を送り出し、電車としては初めて長距離列車に使用された。1950年（昭和25年）以降に製造された80系電車の先頭車は流線形を採用していた。1957年（昭和32年）には、小田急電鉄が3000形電車を送り出した。外観の設計は航空機用風洞が用いられた。小田急3000形は当時の狭軌における世界最高速度記録である、145 km/hを達成した。電車は、国鉄の80系により長距離運用に適することが示され、小田急3000形により高速走行性能も示した。この経験が最初の新幹線である0系につながった。0系の設計は小田急3000形に強く影響を受けており、同様に風洞を用いて開発された。0系の先頭車はジェット機のDC-8を参考に開発された。200 km/hの速度では0系の空力的な設計は空気抵抗の低減に本質的な影響があったといえる。

### 現代の高速列車
現代において、常用運転速度が200 km/hを超える鉄道は多くなり、高速運転用の車両はいずれも流線形となっている。流体力学的な効果と斬新なデザインが調和した設計となっている。さらに、列車がトンネルに高速で進入すると、トンネル内に圧縮波が形成されて反対側の出口からパルス状の圧力波を放射するトンネル微気圧波が問題となったことから、圧縮波を抑える三次元的な車両形状の工夫も行われている。

## 流線形の自動車
| ラ・ジャメ・コンタント（英語版）号、自動車で初めて100 km/hを超える |  | イタリアの「魚雷形自動車」アルファ・40-60HP（英語版）、メーカーは後にアルファロメオに発展する |
| ラ・ジャメ・コンタント号、自動車で初めて100 km/hを超える           |  | イタリアの「魚雷形自動車」アルファ・40-60HP、メーカーは後にアルファロメオに発展する           |

1899年に、自動車として初めて100 km/hを超えたラ・ジャメ・コンタント号は、空気抵抗を明らかに意識したボディを持っていたが、運転手はむき出しとなっていた。1910年代には、フランスのグレゴワール自動車が飛行船に範をとった「卵形自動車」を開発したり、イタリアのアルファ（後のアルファロメオ）が「魚雷形自動車」を開発したり、といったことが既に報じられるようになっていた。

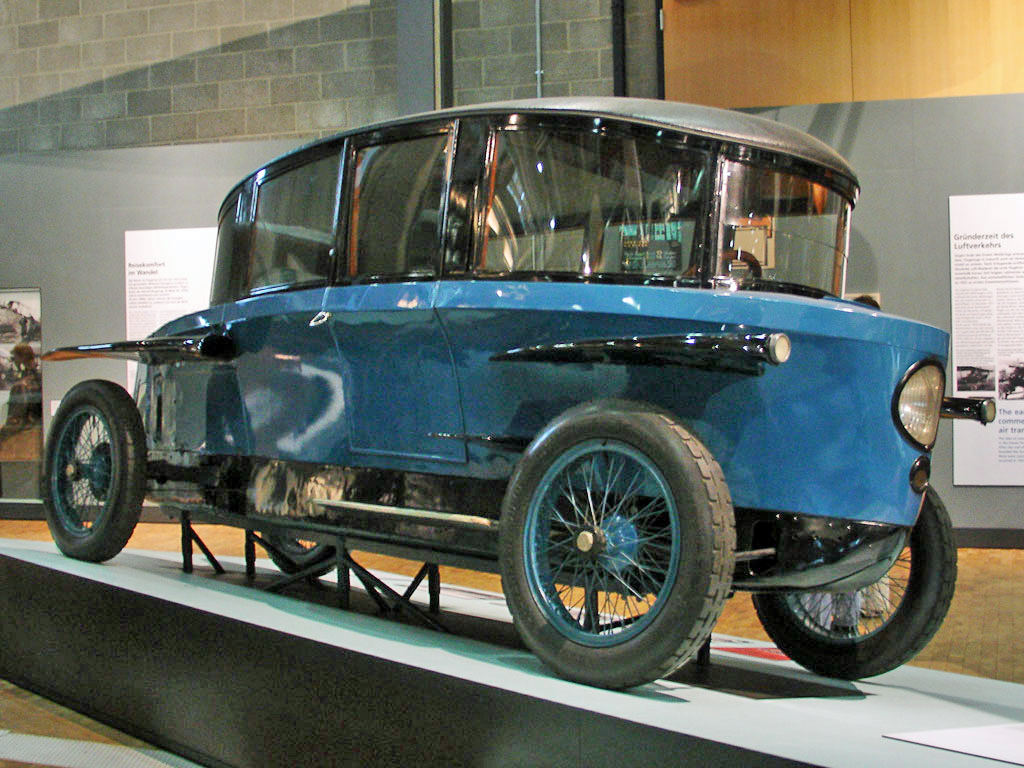
エドムント・ルンプラーの水滴形自動車

第一次世界大戦中に偵察機のタウベを生産していたエドムント・ルンプラーは、第一次世界大戦後の1921年にルンプラー・トロップフェンワーゲン（水滴形自動車）をベルリンモーターショーに出展した。しかしこれはエンジンが故障がちで、商業的に成功しなかった。合併でダイムラー・ベンツとなる前のベンツもルンプラーからのライセンスで同様の車両を試作し、1924年には飛行船型の流線形車体を持つレーサー車も製作している。しかし飛行船と異なり、下部を船体状に形成した車両は走行時に揚力を発生させてステアリングもブレーキも困難となるため、以後の車両ではこうした造形は採用されなくなった。ルーマニアのアウレル・ペルスは、流線形車体の内側に車輪を収容した設計を考案し、1922年にドイツで、1923年にアメリカで特許出願した。風洞実験で空気力学を研究していたパウル・ヤーライも、航空機の設計をモチーフとする自動車のボディを設計し、ボディ内部に車輪を収容する流線形車体を提案した。この設計は、メルセデス・ベンツ、マイバッハ、アドラー、フォルクスワーゲン、クライスラー、タトラなど、多くのメーカーに影響を与えた。
1934年にクライスラーから、初めて流線形車体を持つことを前提に最初から設計された量産市販車として、クライスラー・エアフローが発売された。エアフローは外観が斬新であっただけでなく、モノコック構造の頑丈なボディを持ち、エンジンを従来より前に配置して室内の長さを稼ぎ、後席を車軸から前に出して乗り心地を改善するなど、技術の面でも進歩したものであった。しかし、アメリカの消費者にはエアフローの外観は受け入れられず、発売当初に売れたのみで後に販売が低迷して打ち切られることになった。アメリカでは、翌1935年にフォード・モーターから発売されたリンカーン・ゼファーが大成功を収め、流線形車体が浸透していくことになった。ともあれ、エアフローの発売は、流線形の時代の到来を告げるものとなった。
1930年代にはバスにおいてもスタイリッシュな外観を採用したものが現れ、実験によればこれは燃料費を抑える効果があることが示されていた。同様に、キャンピングトレーラーにおいては、エアストリームが流線形スタイルを1930年代から採用している。
一方ヨーロッパにおいては、1930年代に次第に流線形車体が浸透しつつあった。1938年にはフォルクスワーゲン・タイプ1（ビートル）が登場したが、第二次世界大戦によって本格的な普及は戦後に遅れることになる。

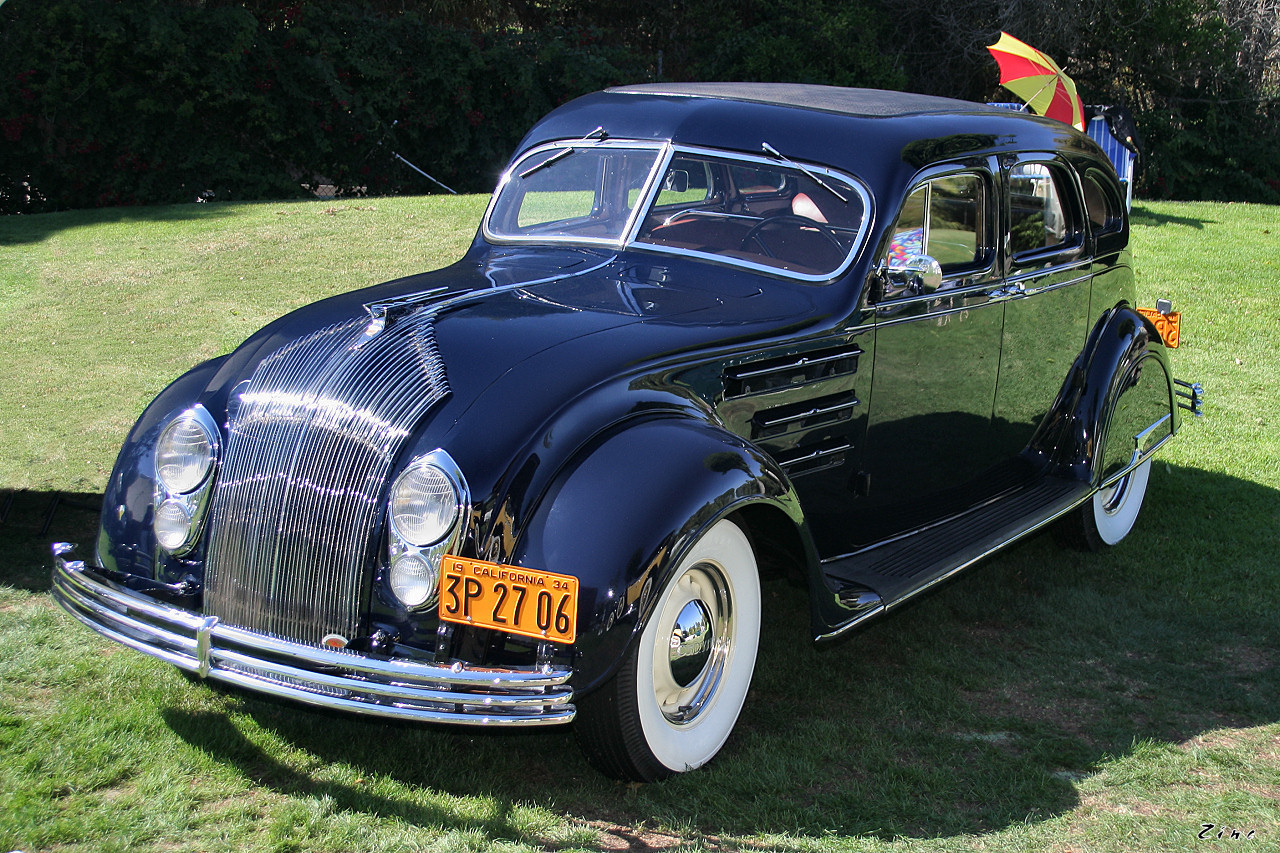
クライスラー・エアフロー
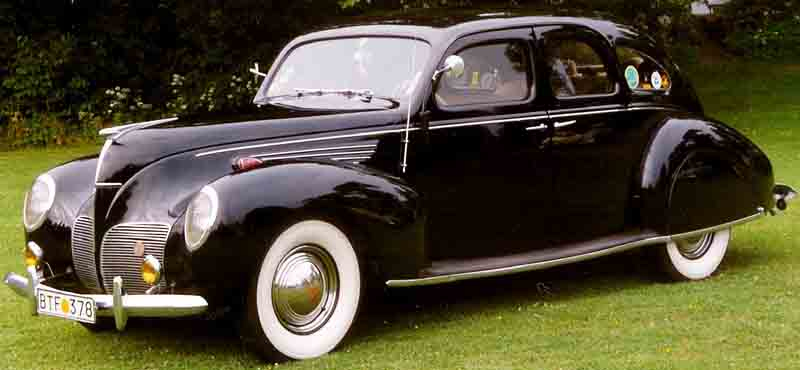
リンカーン・ゼファー
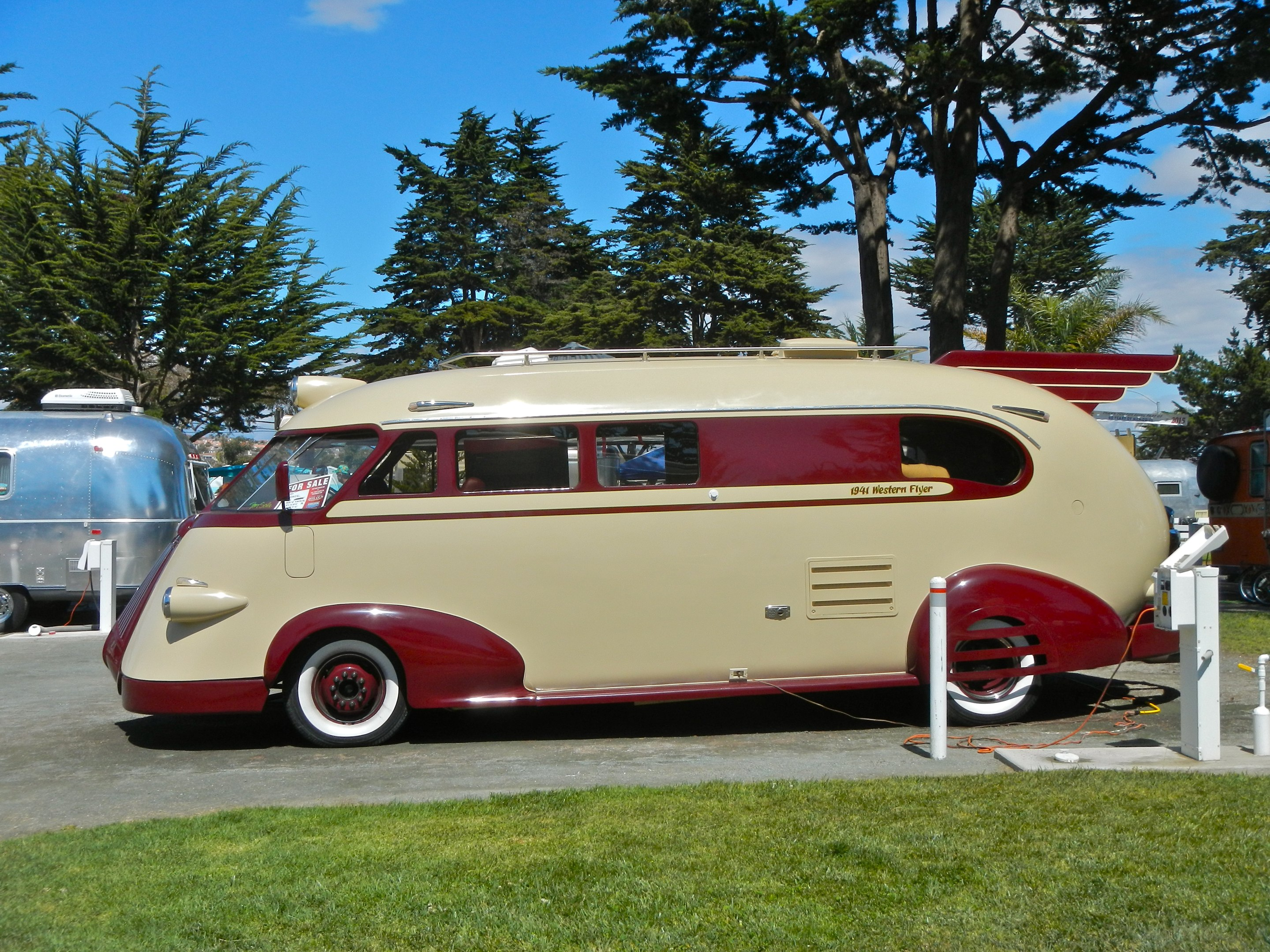
流線形バスの一例。1941年型ウェスタン・フライヤー（現・ニュー・フライヤー（英語版））製
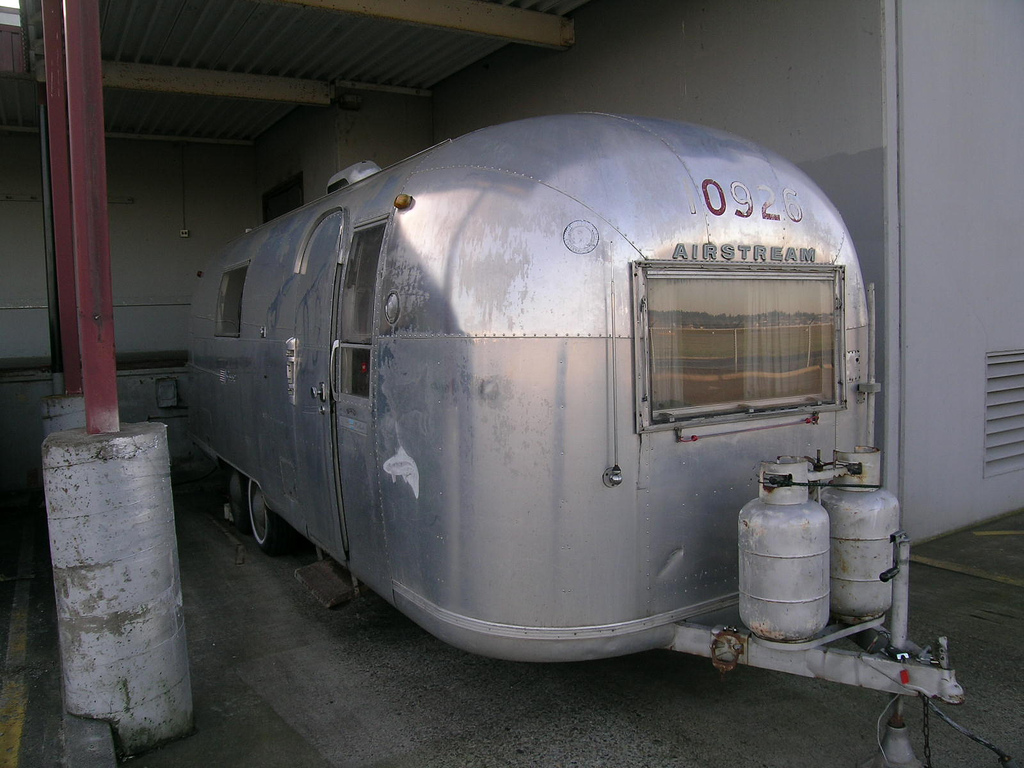
エアストリーム製の流線形トレーラー
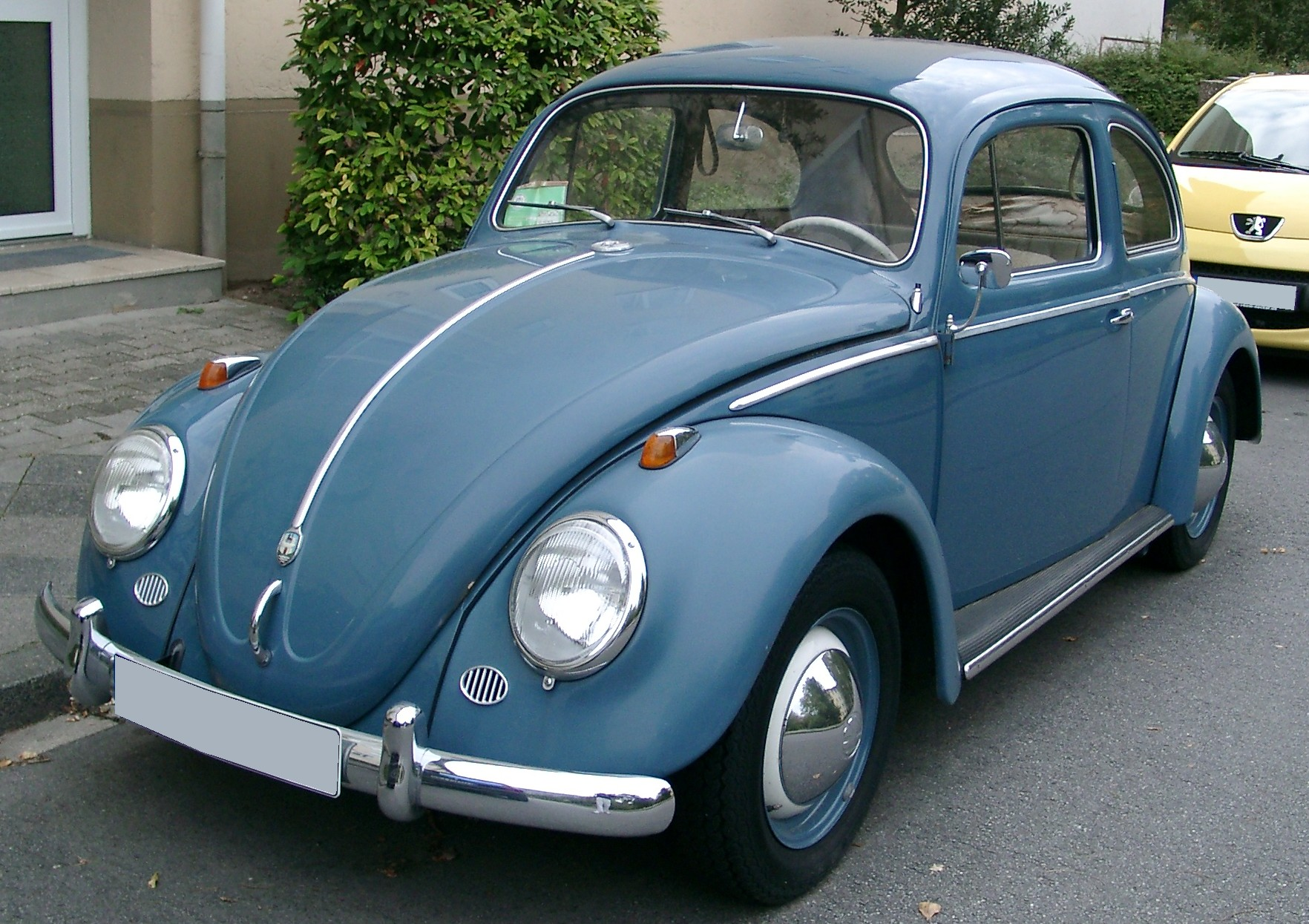
フォルクスワーゲン・タイプ1（ビートル）

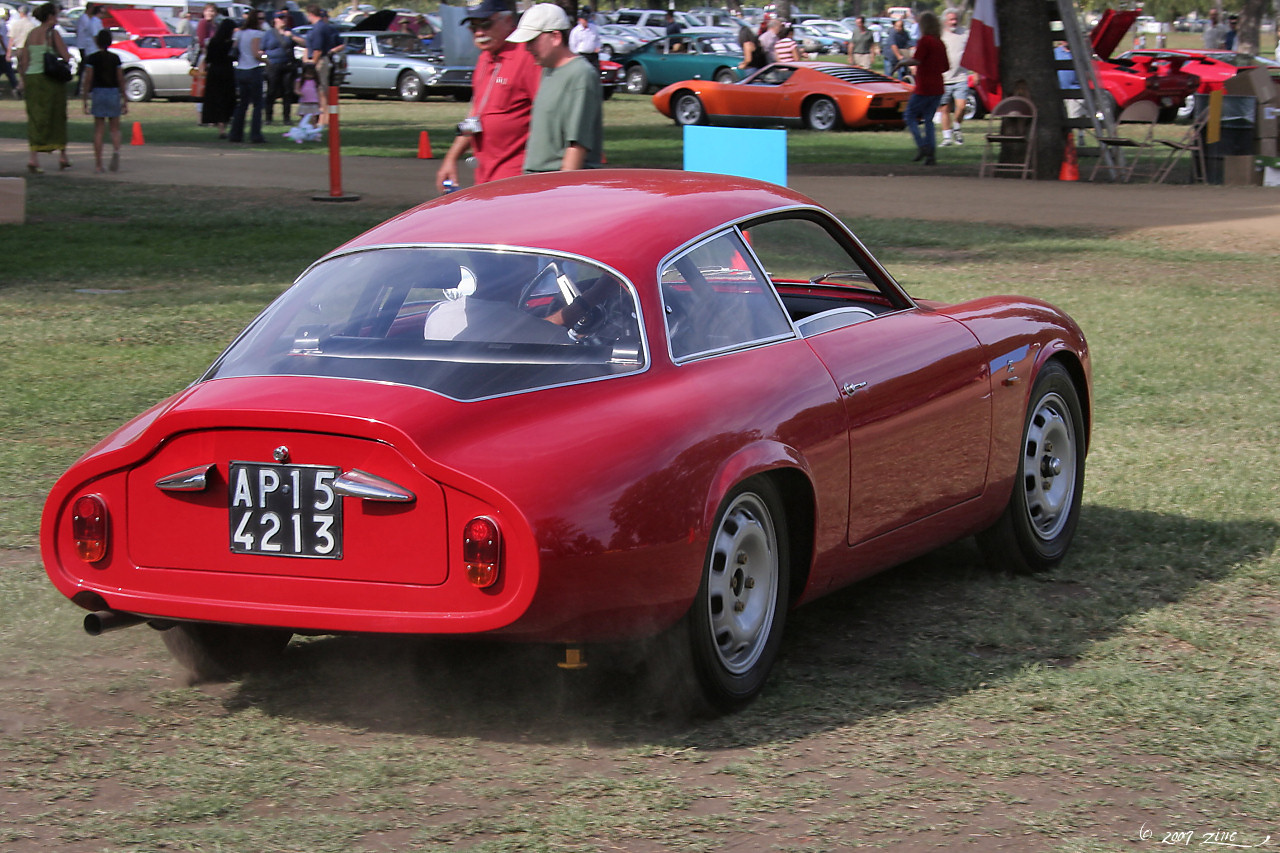
アルファロメオ・ジュリエッタSZ2の後部は、カムの理論に基づいて縦に切り落としたようなデザインとなっている

流線形を追求して空気抵抗を低減しようとすると、長い後尾部が必要であると考えられていた。これには限界があり、居住性や後方視界、使い勝手などの点で流線形車体は問題を抱えていた。ドイツのウニバルト・カムは、後部を縦に切り落としたデザインにしても空気抵抗が大きく変わらないことを示し、多くの車がこのデザイン（カムテール）で製作されることになった。
抗力係数Cd値は、1920年の車では平均して0.8程度であったが、1925年には0.6程度、1930年には0.55程度と着実に下がっていった。風洞試験やコンピューターシミュレーションの技術が発達して空力設計が進歩し、2009年の3代目トヨタ・プリウスではCd値は0.25にまで低減されている。トラックやバスにおいてもCd値は0.5を下回るようになっている。

## 流線形の飛行機

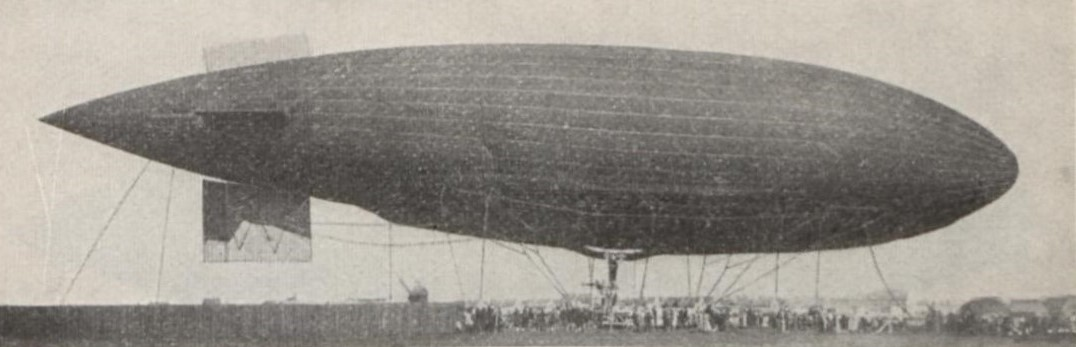
ほぼ流線形胴体を持つパルセヴァル式飛行船

初期の飛行機は、前端にプロペラがあって流線形にしづらかったため、飛行船が先行して流線形となった。飛行機がまだエンジンや操縦士をむき出しにして飛んでいた時期に、飛行船は既にほぼ流線形で、第一次世界大戦時にイギリス海軍が使用した半硬式飛行船のパルセヴァル式飛行船などは、ほぼ完全な流線形船体を持っていた。
1913年に、当時の航空機の最高速度記録である200 km/hを突破したフランスのドゥペルデュサン・モノコック・レーサーは、機体が木材と布張りで製作され、主翼をピアノ線による引っ張りで支えてはいたものの、機体が既に流線形になっていた。第一次世界大戦末期のニューポール 29やこれをレーサー機とした29 V、また大戦後のブレリオ＝スパッド S.58といった機材も、次第に流線形の機体となり、複葉ながら機体と主翼の取り付け部に気流を整えるフィレットを装着するといった工夫がなされた。

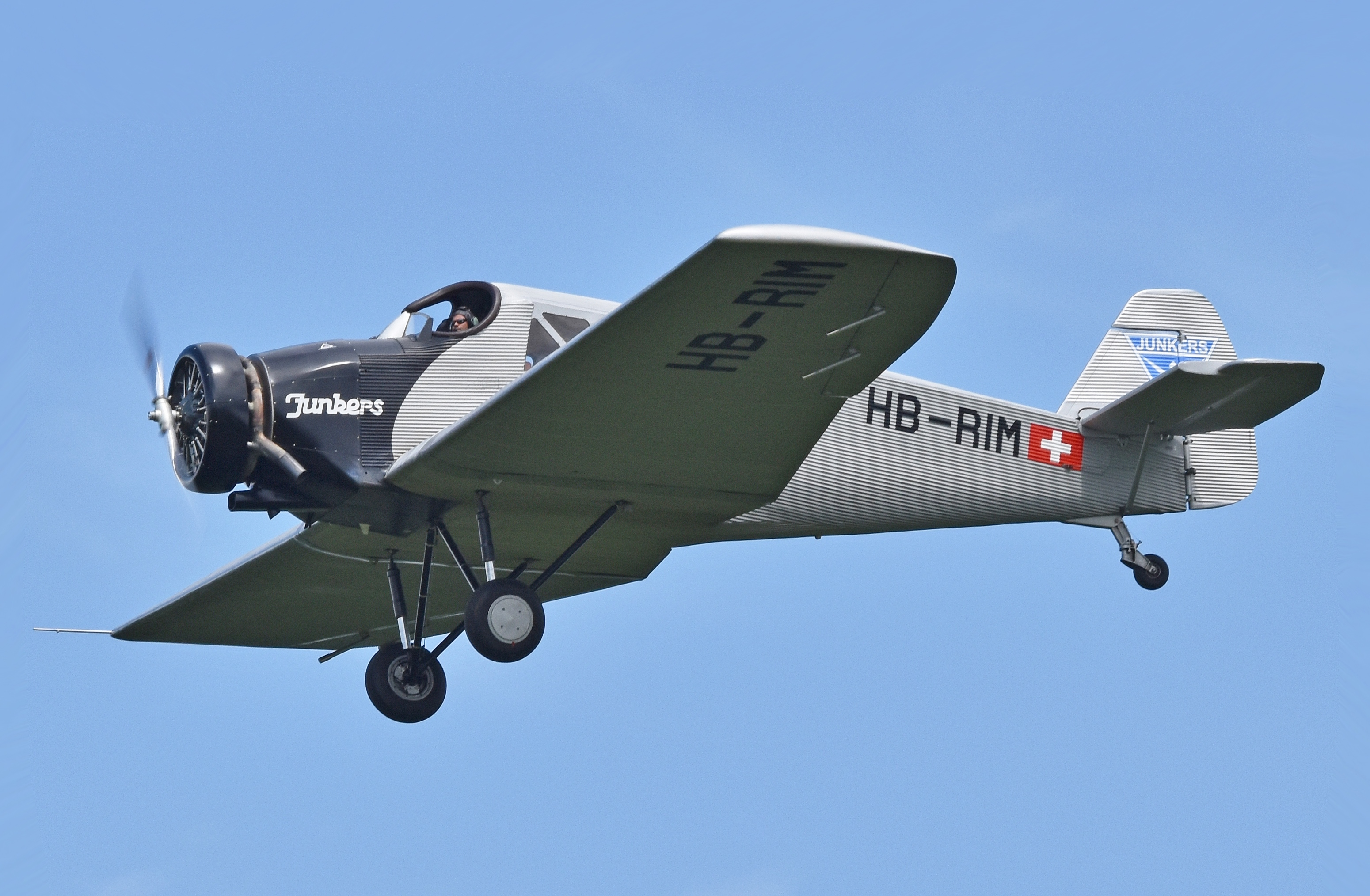
ユンカース F.13、全金属製低翼単葉機で流線形の外観を持つ

第一次世界大戦直後に登場した、ドイツのユンカース F.13は、初期の機体を除き機体すべてがジュラルミンで製作され、まだ単葉機が珍しかった時代に低翼の単葉という斬新な形態であった。高翼に比べて低翼の方が、主翼の支持構造、エンジン搭載、降着装置の装着などの点で抗力を抑えられる利点があった。また主翼を支える支柱や張線がない片持式の主翼を備えていた。片持式にするには翼を厚くする必要があるが、厚い翼にして抗力を増しても、揚力も増すために有利とされた。
ユンカース F.13は、全金属機体になってもまだ骨格が強度の大半を受け持っており、外板は大きな強度を受け持っていなかった。また外板に波板を使っており、完全な流線形とはいえなかった。金属製の外板にも強度を受け持たせる構造が提案され、ロールバッハ金属飛行機において実際に製作された。しかし空気力学的設計が悪く、あまり成功しなかった。

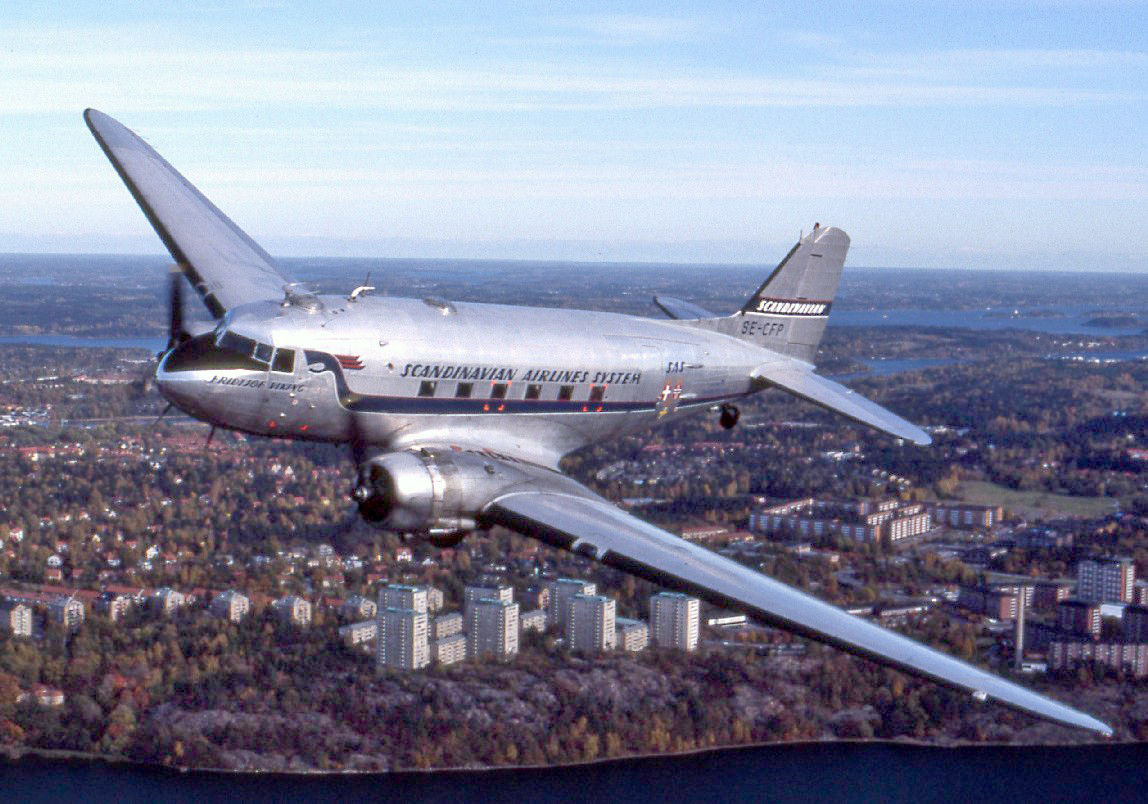
ダグラス DC-3、近代的輸送機の始祖

ロールバッハの社長が1926年にアメリカで講演したことがきっかけとなり、金属製外板による応力外皮構造という考えがアメリカに伝わった。これを受けてボーイングが1934年にボーイング247を投入した。全金属製の応力外皮構造の低翼単葉で、外板は完全に平滑になっており、引き込み脚や可変ピッチプロペラなどの新技術も搭載された。しかし主翼の桁が客室を貫通しており、乗客がそれを跨いで通らなければならないという不便があった。まもなく、より大型の客室を持ち主翼桁の客室貫通もない、ダグラス DC-3が登場した。ボーイング247が旅客定員10名であったところ、DC-3は21名を乗せることができ、洗練された空力構造を持つ機体は、当時の輸送機として決定版となった。
その後の旅客機はDC-3に倣った形態をとっており、ジェットエンジンによる推進に変わってより高速になって、空気抵抗の低減はさらに重要なものとなっている。

## 流線形の船

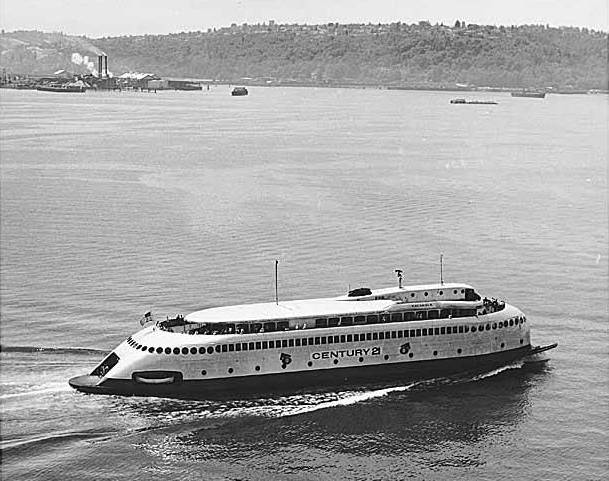
極度に流線形化された外観を持つアメリカ合衆国のフェリー「カラカラ」

船においては、多層の船室や甲板が設けられると、この部分に風があたり、速力を低下させたり操縦を困難にしたりといった問題がある。しかしこうした抵抗は、水の抵抗に比べるとはるかに少ないものである。したがって船においては水線下がもっとも流線形に近い形状にされており、上部の構造物に特別な工夫が凝らされることは少なかった。用途の面で便利で経済的という理由で、角ばった直方体のような形状の上部構造が採用されてきた。
しかし、他の交通機関において流線形が流行したことの影響を受けて、1930年代くらいから船の上部構造物も丸みを付けるものが現れた。甲板室の前面に丸みを持たせ、その丸みの程度を大きくし、やがて両舷側の角にも丸みを付けるようになった。1935年（昭和10年）に建造された東京湾汽船の橘丸は、屋根にも丸みを持たせ、操舵室と乗組員室は後部にいくにつれて次第に幅を狭くし高さを低くする流麗な姿となり、流線形化が徹底されるようになった。アメリカ合衆国においては、自動車フェリーのカラカラが船体全部に渡って完全な流線形をもって建造された。流線形化によって船体全体の重量を軽減し、表面積を30パーセント削減し、風抵抗も減少したとされている。
船の流線形化によって得られる利益は、建造費用の増加、利用上不便なスペースの増加、居住・作業上の不便等に比べるまでもないほど小さいとされる。しかし旅客船においては、外観を整えることで営業面では効果が得られることもある。

### 書籍
- 小島英俊『流線形列車の時代』NTT出版、2005年4月25日。ISBN 4-7571-4112-2。
- 山高五郎『日本の造船』ポプラ社、1957年。doi:10.11501/1630109。
- 上野喜一郎『船の歴史 第2巻（近代篇（船体））』天然社、1954年。doi:10.11501/1707237。
- ヴァン・ドレン 著、勝美勝・松谷疆 訳『工業デザイン：理論と実際』白揚社、1962年。doi:10.11501/2495631。
- 原克『流線形の考古学』講談社、2017年12月11日。ISBN 978-4-06-292472-6。
- 佐貫亦男『流線形の時代』グリーンアロー出版社、1993年9月20日。ISBN 4-7663-3154-0。

### 雑誌記事・論文
- 「流線形渡船Kalakala號」『機械学会誌』第222号、日本機械学会、1935年10月、751頁。
- 島秀雄・高田隆雄・吉村光夫「てい談 流線型時代を語る」『鉄道ピクトリアル』第426号、電気車研究会、1984年1月、pp.10 - 15。
- 窪田太郎「海外の流線型車両」『鉄道ピクトリアル』第426号、電気車研究会、1984年1月、23-28頁。
- 宮島久雄「流線形とモダンデザイン」『武庫川女子大学生活美学研究所紀要』第9巻、武庫川学院、1999年10月、53-64頁。
- 江藤静也「流線形と其の應用に就いて」『科学雑誌』第20巻第6号、科学の世界社、1934年6月、288-293頁、doi:10.11501/1527297。
- 生方良雄「わが国における流線型電車・気動車の50年」『鉄道ピクトリアル』第426号、電気車研究会、1984年1月、16-22頁。
- 窪田太郎「海外の流線型車両」『鉄道ピクトリアル』第426号、電気車研究会、1984年1月、23-28頁。
- 田中眞一「新幹線車両の流線型 その生い立ち」『鉄道ピクトリアル』第426号、電気車研究会、1984年1月、29-31頁。
- 櫻井武平「流線形に對する疑問」『家政理学』第3巻第2号、大阪府女子専門家政理学会、1935年7月、22-27頁。
- 福田傑、斉藤実俊、宮地徳蔵、飯田雅宣「車両先頭部形状の三次元性を考慮した微気圧波模型実験方法の開発」『鉄道総研報告』第27巻第1号、鉄道総合技術研究所、2013年1月、5-10頁。
- 植松宏喜「英国の流線形蒸気機関車」『とれいん』第92号、エリエイ出版部プレス・アイゼンバーン、1982年8月、66-68頁。
- 前里孝「ドイツの流線形蒸気機関車」『とれいん』第92号、エリエイ出版部プレス・アイゼンバーン、1982年8月、68-71頁。